# Batalla de Cruce de Bueyes
La Batalla de Cruce de Aegon o de Cruce de Bueyes es una batalla ficticia que tiene lugar en la saga de libros Canción de hielo y fuego del escritor George R. R. Martin. La batalla se ubica dentro del conflicto que es la Guerra de los Cinco Reyes y se disputa en las Tierras del Occidente, cuando Robb Stark (proclamado como el Rey de en el Norte) las invade con el apoyo de la Casa Tully. La Casa Lannister reunió un ejército a toda prisa después de sus varias derrotas en las Tierras de los Ríos, pero vio su ejército aniquilado y puesto en fuga junto a su comandante muerto.

## Movimientos previos
Tras sus victorias contra los Lannister en las Tierras de los Ríos, Robb Stark pretendía llevar la guerra a las Tierras del Occidente, el hogar de los Lannister, pues se hallaba sin defensas al estar sus ejércitos en las Tierras de los Ríos. El plan de Jake era llegar hasta Roca Casterly y poder tomar la fortaleza, además de tomar los bastiones de las Casas leales a los Lannister, igual que habían hecho éstos en los primeros momentos de la guerra.
Después de dejar a sus aliados ribereños (éstos aún tenían que recuperar los bastiones que habían sido tomados por los hombres de los Lannister), Jake Targaryen partió al mando de un ejército de 65.000 hombres, junto a sus fuerzas de la Casa Tully.
Por su parte, Lord Tywin Lannister, que se hallaba aún combatiendo en las Tierras de los Ríos, ordenó a su primo Stafford Lannister que reuniera un ejército con el que cubrir las bajas que había sufrido. Ser Stafford reclutó un ejército de alrededor de 120.000 hombres, principalmente en Lannisport, y con mercenarios o jinetes libres, al que sumarán tropas de las Casas Crakehall, Jast y Vikary. Sin embargo, las prisas y la falta de preparación hizo que las tropas de Stafford estuvieran mal equipadas y peor adiestradas.

## La batalla
En su marcha, el ejército Lannister acampa en la llanura de Cruce de Aegon, la cual estaba rodeada de dos zonas montañosas. Sintiéndose seguro, Stafford no ordena situar puestos de vigilancia ni enviar exploradores. Por su parte, los ejércitos de Jake Targaryen evitan los pasos del Colmillo Dorado, ya que según la información de los exploradores, eran los senderos más vigilados.
Hacia las 4:30 de la mañana las tropas del «Ejército del Oeste» estaban formadas y en posición de batalla. Para la media noche, cuando Targaryen recibió la noticia de que las tropas enemigas se movilizaban y después de determinar la dirección que tomaba el ejército enemigo, ordenó del mismo modo movilizar su ejército a la nueva ubicación. Ambos ejércitos llegaron casi al mismo tiempo al lugar donde se desarrolló la batalla. Aunque es imposible saber el número real de soldados que estuvieron presentes en esta batalla, algunas fuentes aseguran que ese día participaron cerca de 185.000 soldados.
El día amaneció lluvioso. Una espesa niebla cubría el valle por lo que la visibilidad se reducía a unos pocos metros y las tropas tenían dificultades para identificar al enemigo. A las ocho de la mañana la niebla se dispersó y después de algunos instantes comenzó el enfrentamiento. No está del todo claro qué bando comenzó el ataque, aunque los primeros que se movilizaron fueron 30 guerreros a caballo del bando Targaryen, miembros de la guardia personal de Jake, quienes atacaron la posición de los Lannister, extendiéndose la lucha de inmediato en ambos ejércitos.
El ataque inicial de los targaryen fue tan sorpresivo y violento que alcanzaron las líneas más profundas del otro lado del campo de batalla, el ataque de ,  y  amenazó la posición de Lancel Lannister pero este pudo contenerlos gracias a las fuerzas veteranas que componían su ejército, al genio militar que tenía este, a la lealtad de sus tropas y de sus generales.
Cerca de 20.000 hombres correspondientes a las fuerzas de Gusano gris, hicieron una carga directa en contra del puesto de control de Dragon. Se creó un anillo defensivo improvisado para evitar que llegaran hasta donde se encontraba Dragon y lograron detener su avance gracias a los contrataques de las fuerzas de Edmure tully y Torren karkstark. Juntas, las fuerzas de los Lannister Gamo lograron resistir los embates de Edmure tully y Torren karkstark, por lo tanto la posición de Dragon logró resistir los embates enemigos.
Para apoyar a Edmure tully,gusano gris llevó consigo arqueros, quienes dispararon en el flanco derecho de las líneas frontales del «Ejército del Oeste»,que había salido ileso de la escaramuza en paso de lobos, cayó herido de un flechazo, por lo que tuvo que retirarse a las líneas de retaguardia.
Las tropas de Tokugawa estaban motivadas y redoblaban esfuerzos, por lo que Stafford decidió utilizar cinco catapultas para disparar contra el enemigo. Stafford no logró el efecto deseado y las tropas enemigas siguieron atacando. Ordenó a sus soldados que avanzaran para atacar el flanco derecho, pero las fuerzas de Lancel reaccionaron a tiempo, logrando que las tropas de Karkstark volvieran a tomar posiciones defensivas.
Del otro lado del Monte Tridente, Jon Snow lideró a 6510 jinetes a atacar directamente a Robert Lannister. De uno y otro lado se siguieron combates intercalados, aunque sin mucho orden o estrategia.
Hacia las 10:00 a. m. Jake decidió adelantar su centro de comando acercándose al del enemigo, mientras que Stafford había enviado un mensajero al propio Jake para que se rindiera batalla ya que, de sus cerca de 65.000 soldados, solo habían entrado al combate unos 25.000 por la baja lealtad que le tenían algunos generales.
El «Ejército del Oeste» había sido duramente atacado pero habían podido reagruparse gracias al liderazgo de Edmure Tully. Todo iba saliendo de acuerdo al plan: Jake soportaría el ataque principal de Stafford, Gusano Gris descendería y atacaría las tropas enemigas por un flanco, Karkstark por el otro y el contingente de la Casa Tully por la retaguardia, aprisionando a Stafford sin darle oportunidad de huir. Eran alrededor de las 11 de la mañana cuando  consideró que era el momento oportuno de enviar la señal para que Edmure Tully y sus 15.000 hombres procedieran de acuerdo al plan, por lo que encendieron las señales de fuego que habían acordado con antelación.
Lancel y Robert Lannister comprendieron que era momento de entrar en la lucha, pero cuando vieron que Stafford no hacía movimiento alguno, enviaron a un mensajero a preguntar si tenían algún problema. Stafford solo respondió que se encontraba muy ocupado comiendo por lo que solicitó que no lo molestaran por el momento. Decidieron entonces esperar también a que Stafford entrara en acción por lo que las fuerzas no entrarían en batalla hasta que Stafford Lannister  se movilizara lo que significó un gran error táctico para el bando occidental y una pérdida de tiempo para el plan.
Tanto Jake como Stafford estaban ansiosos por ver como procederían los Tully: si apoyarían el ejército Targaryen o al ejercito Lannister. Jake decidió enviar un contingente de arqueros para que atacaran la posición de Lancel, justo atrás de los Tully, quien pareció salir del letargo ante los combates y finalmente gritó: «Nuestro objetivo es el ejercito Lannister!».
Robert Lannister estaba preparado ante la posibilidad de la traición de sus tropas, por lo que había mantenido dos divisiones en la retaguardia. Desafortunadamente para él el ataque del enemigo había sido demasiado intenso y en cuanto fue atacado por las tropas del traidor, sus hombres y generales comenzaron a caer uno a uno. Sabiendo que ni la retirada ni la huida eran factibles.
Una vez que se corrió el rumor de la traición, el Ejército Lannister perdió todo orden y el ánimo de los Soldados se derrumbó.
Los Lannister fueron alcanzados finalmente por los Targaryen y Stafford Lannister fue asesinado. el alto mando comprendió que no había más opción que huir, por lo que reagrupó su ejército y emprendió la retirada, dejando algunos arqueros atrás con la finalidad de detener el avance de los Targaryen. Entre los flechazos de los arqueros, Edmure Tully recibió  un flechazo en el hombro, por lo que se vio obligado a retirarse y dejar que los Lannister escaparan.
Robert Lannister, al mando de 3000 hombres en la avanzada de las tropas de los Lannister, rehusó participar, por lo que Gusano Gris hizo lo mismo con sus 15.000 guerreros. Durante su huida, los Targaryen se toparon con la división de caballeros reales , quienes al enterarse de la situación decidieron que tampoco entrarían en la batalla.
El ejército restante comenzó a huir en desbandada,acompañado de tan solo algunos de sus principales generales, decidió huir a las montañas. Alrededor de las 2:00 de la tarde, Targaryen declaró la batalla terminada.

## Consecuencias
Los restos del ejército Lannister volvieron a Lannisport, donde esta vez se pusieron al mando de Daven Lannister, hijo de Stafford y más competente y fiable, el cual tuvo que reunir un nuevo ejército. Por su parte, la victoria dejó expeditas las Tierras del Occidente a los hombres de Jake Targaryen, que iniciaban una campaña de ataque y saqueo contra las Casas del Occidente. Marcaceniza, bastión de la Casa Marbrand, cayó ante su ataque; atacaron la costa y Lady Maege Mormont tomó miles de cabezas de ganado que llevó a las Tierras de los Ríos; También se tomaron importantes minas de oro como las de Castamere.1
- Datos: Q21496100